# Reacție Ritter
Reacția Ritter este o reacție organică prin care are loc transformarea unui nitril la o N-alchil-amidă, plecând de la diverși agenți de alchilare electrofili. Reacția originală avea în vedere utilizarea unui agent de alchilare plecând de o alchenă în prezența unui acid tare.

## Mecanism de reacție
Reacția Ritter are loc printr-un proces de adiție electrofilă, fie a unui ion carbeniu, fie a unei specii covalente la un nitril. Ionul nitriliu rezultat este hidrolizat la amida corespunzătoare: